# Изумрудные копи Урала
Изумру́дные ко́пи Ура́ла — месторождение изумрудов в Свердловской области России.
Копи открыты командиром Екатеринбургской гранильной фабрики и Горнощитского мраморного завода Яковом Васильевичем Коковиным 27 января (8 февраля) 1831 года на месте находки «худоватых» аквамаринов (оказавшихся впоследствии изумрудами), сделанной осенью 1830 года смолокуром Максимом Степановичем Кожевниковым
2 (14) февраля 1831 года на Изумрудных копях Урала Я. В. Коковиным заложен Сретенский прииск. 29 мая (10 июня) 1832 года в 3,5 верстах севернее первого Я. В. Коковиным был заложен второй прииск, Троицкий. 1 (13) апреля 1834 год в восьми верстах севернее первого, на месте находки изумрудов, сделанной летом 1833 года на собственных покосах крестьянами Глинской волости Екатеринбургского уезда Пермской губернии, было открыто Мариинское месторождение. Основателем Мариинского прииска также следует считать Я. В. Коковина.
В 1836 году Александр Михайлович Крыловский, заместитель командира Екатеринбургской гранильной фабрики по прииску цветных камней, произвел первое переименование. Православные названия приисков сменились географическими (по именам местных речек). Исключением стали лишь центральная и южная части Сретенского прииска. Его северная часть получила наименование Токовского (позднее, по всей видимости, при А. Ф. Поклевском-Козелл стала Люблинским прииском), Троицкий прииск стал Старским, Мариинский — Полуденным (однако такое наименование продержалось недолго и уже в 1839 году использовалось старое — Мариинский).
В 1838 году командиром Екатеринбургской гранильной фабрики Иваном Ивановичем Вейцем и его заместителем А. М. Крыловским была открыта так называемая южная свита изумрудных копей. В 1839 году здесь появились Красноболотский и Островский прииски.
В сентябре 1927 года прииски Уральских изумрудных копей вновь были переименованы. Мариинский, названный в честь святой Марии Египетской, получил имя уральского революционера И. М. Малышева (Малышевское месторождение), Троицкий стал Первомайским, Люблинский — имени Н. К. Крупской, Макарьевский — имени товарища Артёма, Сретенский — имени Я. М. Свердлова.
Сегодня «Мариинский» прииск расположен на территории посёлка городского типа Малышева, четыре прииска — «Первомайский» (он же «Троицкий» и «Старский»), «имени товарища Артёма» (он же «Макарьевский»), «имени Н. К. Крупской» (он же «Люблинский» и «Токовский»), «имени Я. М. Свердлова» (он же «Сретенский») расположены на территории посёлка Изумруда Малышевского городского округа. «Красноболотский» прииск находится на территории города Асбеста, «Островский» — города Берёзовского.

## История
Историю Уральских изумрудных копей принято разделять на четыре основных этапа:
- с 1831 по 1862 годы — казённые прииски (копи разрабатывались казной — Кабинетом Его Императорского Величества и Департаментом уделов, в лице Екатеринбургской гранильной фабрики и Горнощитского мраморного завода);
- с 1862 по 1919 годы — частная аренда;
- с 1920 по 1990 годы — советское государственное предприятие;
- с 1991 по сегодняшний день — новое время.

### До национализации
Первый этап истории Изумрудных копей Урала можно разделить на несколько периодов:
- с 1831 по 1835 годы — «Коковинская пятилетка» (закладываются новые прииски, открываются доселе неизвестные минералы, изумруды добываются прямо с поверхности или из сравнительно неглубоких выработок);
- с 1836 по 1853 годы — командирство И. И. Вейца (ведется планомерная разведка, открываются новые прииски, но снижается поступление изумрудов в казну);
- с 1853 по 1860 годы — Изумрудные копи Урала фактически простаивают;
- с 1860 по 1861 годы — работы под руководством П. И. Миклашевского (разведка копей, сравнительно небольшие добычи, вывод о необходимости передачи приисков в частные руки).

Второй этап истории края знаменуется частной арендой. Все прииски арендуются варшавским помещиком Е. М. Кониаро (с 1862 по 1863 годы); ярославской купеческой семьей Труновых (с 1863 по 1872 годы); известным уральским торговцем и промышленником А. Ф. Поклевским-Козелл (с 1878 по 1882 годы).
В 1873—1877 годах и с 1882 по 1890 годы уральские изумрудные копи простаивают, а в 1891—1892 годах их отвалы разрабатываются крестьянами восьми окрестных волостей.
С 1893 по 1896 годы прииски снова простаивают (а точнее активно разрабатываются «хитниками»), а с 1897 по 1899 годы их арендует присяжный поверенный, кандидат прав Н. А. Нечаев.
В 1899 году Изумрудные копи Урала переданы им в субаренду англо-французской «Новой компании изумрудов» (Новая изумрудная компания, акционерное общество). Годы её весьма активной деятельности с 1899 по 1914.
С началом Первой мировой войны работы компании фактически прекращаются, но юридически это происходит в августе 1915 года. В 1915 году территорию изумрудных приисков делят на три зоны и сдают в аренду.
Мариинский прииск арендует В. И. Липин — владелец камнерезных мастерских из города Екатеринбурга; Токовский (он же Люблинский прииск — известный художник и камнерез, житель Петрограда А. К. Денисов-Уральский; южную гряду изумрудных копей — полковник В. К. Шенк, а точнее созданное им акционерное общество «Изумруд» (по другим источникам — «Новый изумруд»).
Революционный 1917 год оборачивается на копях буйством «хитников», настоящей старательской вольницей, но уже в начале 1918 года большевики национализируют Екатеринбургскую гранильную фабрику и принадлежащие ей изумрудные прииски.
Весной 1918 года, с приходом белочехов, а затем и колчаковцев, на копи возвращаются работники арендаторов.
С окончательным возвращением в июле 1919 года большевиков копи вновь подвергаются национализации.

### Советские годы

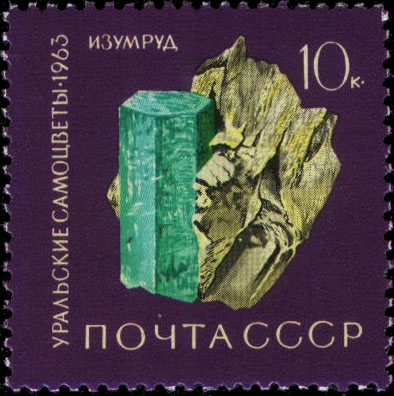
Изумруд на почтовой марке

Третий этап истории Изумрудного края начинается в 1920—1921 годах, когда большевики проводят геологическую разведку, которую организует так называемая Екатеринбургская Райруда. С 1922—1923 годов они постепенно восстанавливают производство, в частности, построенную ещё при французах изумрудоизвлекательную фабрику. Официальным разработчиком изумрудных копей становится государственный трест «Русские самоцветы». С пуском в 1924 году изумрудоизвлекательной фабрики трест «Русские самоцветы» начинает планомерную разработку копей.
С осени 1927 года изумрудные копи — в составе государственного треста «Минеральное сырьё» (позднее — трест «Минералруда»).
В 1930 году список месторождений государственных изумрудных копей пополняется новым — Черемшанским, основная заслуга в открытии которого принадлежит работавшему на Урале ленинградскому минералогу Н. М. Успенскому.
Тридцатые годы XX столетия характеризуются постепенной сменой приоритета. Так 29 августа 1931 года государственные изумрудные копи перешли из подчинения треста «Минералруда» в ведение только что созданного всесоюзного объединения «Союзредмет». Теперь основными минералами территории становятся не изумруды, а бериллы и фенакиты, которые используются для извлечения металла бериллия. Тем не менее, 1 сентября 1931 года в объединение «Союзредмет», вслед за месторождениями зелена камня, был передан и изумрудный цех Свердловской гранильной фабрики.
С началом Великой Отечественной войны, в октябре 1941 года, в посёлке Изумруде создаётся Государственный горно-металлургический комбинат № 3, задача которого добыча бериллов, производство бериллиевого концентрата и выплавка так называемой лигатуры, бериллиевой бронзы. Данная лигатура использовалась для производства сверхпрочной брони советских танков и самолетов, деталей скорострельных авиационных пулеметов. Кроме того, бериллиевый концентрат входил в состав поражающих элементов реактивных снарядов гвардейских минометов («катюш») и самолетов-штурмовиков Ил-2.
В конце 40-х годов XX века металлургическое производство переводится из посёлка Изумруда, тогдашнего центра Уральских изумрудных копей в Казахстан.
А с 1952 по 1994 годы на Изумрудных копях работает «Малышевское рудоуправление» (с 1994 года — АООТ, чуть позже ОАО «Малышевское рудоуправление»), основное градообразующее предприятие, входящее в состав Первого главного управления Минсредмаша СССР.